# 21433 Stekramer
A 21433 Stekramer (ideiglenes jelöléssel 1998 FO115) a Naprendszer kisbolygóövében található aszteroida. A LINEAR projekt keretében fedezték fel 1998. március 31-én.